# Göttlesbrunn
Göttlesbrunn ist eine Ortschaft und eine Katastralgemeinde der Gemeinde Göttlesbrunn-Arbesthal im Bezirk Bruck an der Leitha in Niederösterreich. Die Ortschaft hat 948 Einwohner (Stand 1. Jänner 2024).

## Geografie
Das Dorf liegt südlich des Ellender Waldes am Göttlesbrunner Bach und ist über die Landesstraße L166 erreichbar.

## Geschichte
Laut Adressbuch von Österreich waren im Jahr 1938 in der Ortsgemeinde Göttlesbrunn ein Arzt, zwei Bäcker, zwei Fleischer, ein Friseur, drei Gastwirte, drei Geflügelhändler, drei Gemischtwarenhändler, eine Hebamme, sieben Obst- und Gemüsehändler, zwei Schneider und zwei Schneiderinnen, zwei Schmiede, fünf Schuster, drei Stechviehhändler, zwei Wagner und zahlreiche Landwirte ansässig. Weiters betrieb die Landwirtschaftliche Genossenschaft Göttlesbrunn eine Schrotmühle.
Der Göttlesbrunner Weinstock ist Österreichs ältester Weinstock, laut einem botanischen Gutachten ist er 150 bis 200 Jahre alt.

## Öffentliche Einrichtungen
In Göttlesbrunn befindet sich ein Kindergarten.